# Carte personalizată
Cărțile personalizate sunt cărți create special pentru cineva, ale carui date personale se regăsesc in rolul personajului principal din carte. De obicei in cărțile personalizate sunt inserate numele, prenumele, vârsta si adresa unei persoane și se adreseaza în special copiilor pentru a-i atrage spre lectură și pentru a-și dezvolta abilitățile de cititor.
Cărțile personalizate au cunoscut o dezvoltare/raspândire în special odată cu progresul tehnologic din sfera software-ului editorial, acesta permițând înlocuirea rapidă și cu costuri reduse a datelor unui personaj din carte.
Ultimele apariții în domeniul cărților personalizate oferă posibilitatea inserării chipului/fotografiei unei persoane reale, acest fapt contribuind la creșterea caracterului "personalizat" al cărții.

## Tipuri de personalizare

### Variabilele de text
Toate cărțile personalizate oferă variabile de text - adică cumpărătorul poate personaliza textul cărții (cum ar fi numele eroului). Majoritatea companiilor de cărți personalizate oferă acest lucru ca singura variabilă, deoarece este cel mai simplu și cel mai rapid element pe care producătorul îl poate personaliza. Creare o carte a fost una dintre primele companii de a face acest lucru pe scară largă, fondată în 1981 de John Hefty. El a brevetat o mașină obligatorie care a făcut rapid și ușor legarea ilustrațiilor tipărite cu pagini personalizate de text. Ilustrațiile sunt create și vândute în vrac, în timp ce distribuitorii imprimă paginile personalizate de text și apoi le leagă cu imaginile.

### Variabile ilustrative
Această abordare permite cumpărătorului nu numai să personalizeze textul, ci și caracteristicile și coloranțele unice ale eroului ilustrat. În cazul Amazing Fables, Penwizard și CreateMeBooks, software-ul creator de caractere este încorporat în site-ul web care permite utilizatorului să personalizeze un avatar al copilului prin selectarea între numeroase variabile diferite - nume, ton, culoarea părului, culoarea ochilor etc.

### Introducerea fotografiilor/adaptarea fotografiilor
Un alt tip de personalizare mai complexă include inserarea / manipularea fotografiilor. O fotografie trimisă de utilizator a "eroului" este încărcată și inserată în ilustrațiile cărții, cum ar fi Pixel Pole, MyFairyTaleBooks, Kid Hero Stories, Shutterfly, Photobook, Pixajoy, Papier and Identity Direct. Spre deosebire de texte, doar cărți personalizate ilustrative, nici o pagină a acestor cărți nu poate fi produsă în masă, fiecare ilustrare fiind unică.

## Cărți electronice personalizate
Odată cu creșterea utilizării populare a tabletelor și smartphone-urilor, câțiva furnizori personalizați de cărți încep să ofere unele sau toate titlurile în format electronic (cărți electronice). Beneficiile cărților electronice sunt costurile reduse ale cărților și producția mai rapidă/întoarcerea în timp. Little Heroes, KD Novelties, Amazing Fables și Zoowun Books toate oferă o serie de titluri cu variabile de text. Kid Hero Stories oferă în mod unic un serviciu de carte personalizat, în care clienții primesc o poveste nouă în fiecare săptămână (încorporând variabile de text și inserarea fotografiilor).